# 松井一雄
松井 一雄（まつい かずお、1934年1月26日 - ）は、日本の経営者。日本軽金属社長を務めた。東京都出身。

## 経歴
1958年に東京大学法学部を卒業し、同年に日本軽金属に入社。1987年6月に取締役に就任し、1990年6月に常務、1994年6月に専務、1996年6月に副社長を経て、1999年6月に社長に就任。2001年4月に業績不振の責任を取る形で社長を辞任。